# Kommissarie Palmu
Kommissarie Frans J. Palmu (finska: Komisario Palmu) är en fiktiv polis skapad av den finske författaren Mika Waltari. Palmu arbetar som kommissarie vid Helsingforspolisen och är en plommonstopbärande och cigarrökande äldre man med lättretligt humör.
Han förekom första gången i Waltaris roman Vem mördade fru Kroll? från 1939. Waltari skrev boken specifikt för en nordisk kriminalromantävling, som han vann. I uppropet inför tävlingen uppmanades deltagarna att ge den etablerade detektivgenren sitt eget lands nationella särprägel. Waltari skildrade det finska lynnet med lekfull humor för att åstadkomma detta. Hans huvudsakliga inspirationskällor för genreformatet var Edgar Allan Poes noveller om C. Auguste Dupin, Arthur Conan Doyles Sherlock Holmes-berättelser och mellankrigstidens brittiska pusseldeckare. Den första Palmu-boken nådde stor popularitet och fick en uppföljare året därpå med titeln Mysteriet Rygseck. En tredje bok, Tähdet kertovat, komisario Palmu, gavs ut 1962.
Åren 1960 till 1962 filmatiserade Matti Kassila de tre Palmu-romanerna med Joel Rinne i huvudrollen. Filmerna drog storpublik och Palmu-figuren fick ett brett genomslag i den finska populärkulturen. År 1969 kom en fjärde film utan romanförlaga, skriven av Kassila och Georg Korkman.

## Filmografi
- Mysteriet Rygseck, kommissarie Palmu (Komisario Palmun erehdys) (1960)
- Vem mördade fru Skrof? (Kaasua, komisario Palmu!) (1961)
- Stjärnorna, kommissarie Palmu, stjärnorna... (Tähdet kertovat, komisario Palmu) (1962)
- Vodka, kommissarie Palmu (Vodkaa, komisario Palmu) (1969)